# Saco da Capela

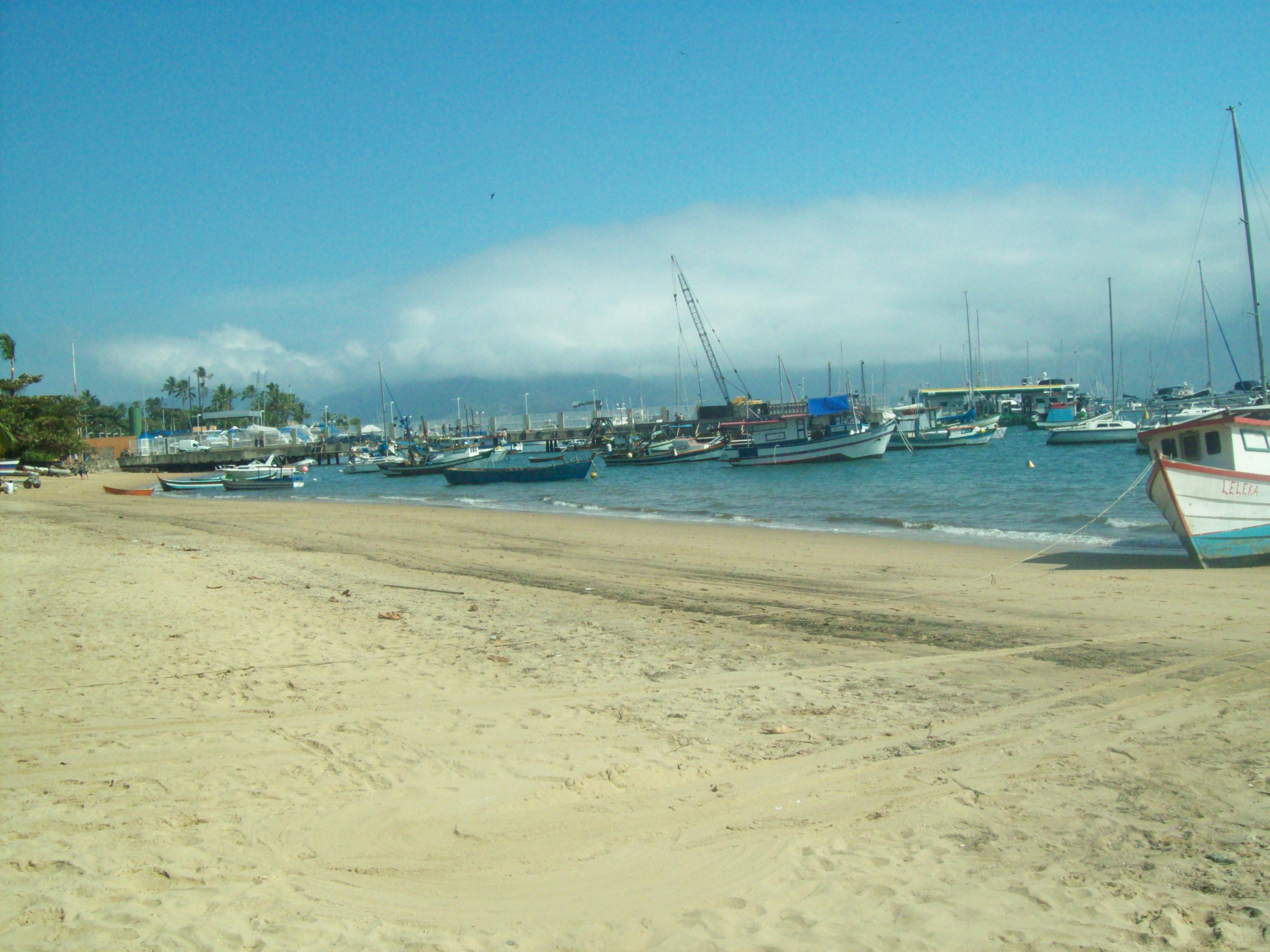
Saco da Capela, SP

Saco da Capela é a última praia, ou Saco, da Vila de Ilhabela. Se localiza 5,5 km ao norte da balsa e 1 km ao sul da Vila de Ilhabela, ficando logo após o Pequeá e antes da Praia da Vila. Ou seja, está exatamente no centro histórico da ilha e por isso também é uma das praias mais movimentadas da ilha.
É uma das poucas praias frequentadas por amantes da pesca, esportes náuticos e banhistas que gostam de uma praia tranquila.
Na praia, há dois quiosques que pertencem há hotéis localizados em frente a praia que servem refeições, porções, sucos.
É também a praia que abriga o Pindá Yacht Clube, que fica em sua frente, com seus inúmeros veleiros e lanchas que estão atracados nas águas calmas.